# Cyathea woollsiana
Cyathea woollsiana är en ormbunkeart som först beskrevs av F. v. Muell., och fick sitt nu gällande namn av Karel Domin. Cyathea woollsiana ingår i släktet Cyathea och familjen Cyatheaceae. Inga underarter finns listade.